# Kristina Axén Olin
Anna Kristina Axén Olin (født Axén 21. oktober 1962 i Stockholm) er en svensk politiker fra det konservative parti Moderaterna. Hun har været borgmester (borgarråd) i Stockholms kommune siden 1998 – socialborgarråd 1998-2002, oppositionsborgarråd 2002-2006 og finansborgarråd siden 2006. Hun har været medlem af kommunalbestyrelsen siden 1991 og gruppeleder for Moderaterna i Stockholms Stadshus siden 2002. Endvidere har hun været anden vicepartiordfører for Moderaterna siden 2003 samt var ordfører for Politistyrelsen i Stockholms län 1999-2006.
Den 15. november 2007 besluttede Axén Olin at melde sig syg i en måned. Hun har tidligere i interviews sagt, at hun havnede i en presset situation efter valget i 2006, og at hun derefter har fået professionel hjælp til at håndtere stress og endda involveret sig i Anonyme Alkoholikere.
Axén Olin er uddannet musiklærer og var tidligere rektor-suppleant.